# Diallomus
Diallomus là một chi nhện trong họ Ctenidae.